# ヘルシーランド福島
ヘルシーランド福島（ヘルシーランドふくしま）は福島県福島市にある健康施設。
運営は指定管理者の公益財団法人福島市振興公社。

## 概要
福島市街地から東へ阿武隈川を渡った岡部の福島県道309号岡部渡利線沿線に位置し、白鳥飛来地として有名なあぶくま親水公園や福島市小鳥の森といった自然公園の近隣に所在する。福島市民の健康保持と心のふれあいをテーマに運営されている。隣接する福島市のごみ焼却施設、あぶくまクリーンセンターの余熱を利用した温水プールが特徴であり、25m×7レーンの一般用プールと水深3～60cmの幼児用プールを備えている。
その他に大浴場やサウナ、和室や研修室が設けられており、水泳だけでなく各種会議や将棋などの娯楽、専門家への健康相談など多種多様な活動に用いられている。

## 設備
- 屋内プール
  - 一般プール - 日本水泳連盟公認、25m×7レーン
    - プールギャラリー（100席）

  - 幼児用プール
- 多目的集会施設
  - 大浴場
  - 1階　休憩室、談話・図書室、娯楽室、シルバールーム、健康相談室、こあがり
  - 2階　休憩室、大広間、研修室、和室、こどもの部屋
- サウナ室
- 屋内ゲートボール場
- 玄関ホール（作品展示などに2階部分が無料で貸し出されている）

## アクセス
- JR福島駅より福島交通路線バス「月の輪台団地」・「月の輪経由保原・梁川」岡部バス停下車、徒歩7分。
- JR福島駅より福島交通路線バス「ヘルシーランド経由東浜町」ヘルシーランドバス停下車（平日のみ1日1往復）
- 駐車場147台